# Adolfo Ruiz Casamitjana
Adolfo Ruiz Casamitjana (Barcelona, 1869 - 1937) fue un arquitecto modernista titulado en 1893. Contratista y arquitecto adjunto de Badalona.

## Obras
Obras modernistas en Barcelona:
- (1899) Casa Lorenzo Armengol, Rambla Cataluña 125
- (1901 - 1909) casa Llosas, Calle Gerona, 120
- (1901) Casa Llorenç Camprubí, Calle Caspe, 22
- (1904) Edificio de viviendas en Calle Balmes 158-160
- (1904 - 1909) Casa Jacinta Ruiz Calle Gerona 54
- (1907) casas Ruiz en Calle Córcega, 215-217 y Calle Provenza, 188-190
- (1911) casa Rafael, Calle Enrique Granados, 121
- (1906-1918) Torre Andreu «La Rotonda», Paseo de San Gervasio 51, profusamente decorada por mosaicos y trencadís de Luis Bru

En Badalona:
- (1924-1925) escuela del Trabajo
- (1924) grupo escolar Ventós Mir, pasaje Ventós Mir, 21
- (1926) escuela Lola Anglada, en el barrio de Can Canyedó.